# Liste der Bodendenkmäler in Oerlenbach
Auf dieser Seite sind die Bodendenkmäler in der unterfränkischen Gemeinde Oerlenbach zusammengestellt. Diese Tabelle ist eine Teilliste der Liste der Bodendenkmäler in Bayern. Grundlage ist die Bayerische Denkmalliste, die auf Basis des Bayerischen Denkmalschutzgesetzes vom 1. Oktober 1973 erstmals erstellt wurde und seither durch das Bayerische Landesamt für Denkmalpflege geführt wird. Die folgenden Angaben ersetzen nicht die rechtsverbindliche Auskunft der Denkmalschutzbehörde.

## Bodendenkmäler der Gemeinde Oerlenbach

### Gemarkung Ebenhausen
| Lage                  | Objekt | Akten-Nr.     | Bild |
| --------------------- | --- | ------------- | ---- |
| Ebenhausen (Standort) | Hoch- bis spätmittelalterliche Wüstung Wittighausen. | D-6-5826-0025 |      |
| Ebenhausen (Standort) | Spätmittelalterliche Wüstung Wackenhausen. | D-6-5826-0027 |      |
| Ebenhausen (Standort) | Bestattungsplatz mit Grabhügel vorgeschichtlicher Zeitstellung. | D-6-5826-0028 |      |
| Ebenhausen (Standort) | Grabhügel der Späthallstatt- und Frühlatènezeit, heute überbaut. | D-6-5826-0029 |      |
| Ebenhausen (Standort) | Bestattungsplatz mit Grabhügeln vorgeschichtlicher Zeitstellung. | D-6-5826-0030 |      |
| Ebenhausen (Standort) | Untertägige Teile erhaltener Abschnitte und Fundamente abgegangener Partien der spätmittelalterlichen Ortsbefestigung von Ebenhausen.                                                       | D-6-5826-0086 |      |
| Ebenhausen (Standort) | Untertägige Teile des frühneuzeitlichen Schlosses in Ebenhausen sowie Fundamente mittelalterlicher und frühneuzeitlicher Vorgängerbauten.                                                   | D-6-5826-0087 |      |
| Ebenhausen (Standort) | Fundamente mittelalterlicher und frühneuzeitlicher Vorgängerbauten der Katholischen Pfarrkirche Allerheiligen in Ebenhausen sowie vermutlich Körpergräber des Mittelalters und der Neuzeit. | D-6-5826-0088 |      |
| Ebenhausen (Standort) | Untertägige mittelalterliche und frühneuzeitliche Siedlungsteile im Bereich von Ebenhausen.                                                                                                 | D-6-5826-0089 |      |

### Gemarkung Eltingshausen
| Lage                     | Objekt | Akten-Nr.     | Bild |
| ------------------------ | --- | ------------- | ---- |
| Eltingshausen (Standort) | Untertägige Teile der spätmittelalterlichen bis frühneuzeitlichen Katholischen Pfarrkirche St. Martin in Eltingshausen, Fundamente mittelalterlicher Vorgängerbauten sowie Körpergräber des Mittelalters und der Neuzeit. | D-6-5826-0090 |      |

### Gemarkung Oerlenbach
| Lage                  | Objekt                                                                                              | Akten-Nr.     | Bild |
| --------------------- | --------------------------------------------------------------------------------------------------- | ------------- | ---- |
| Oerlenbach (Standort) | Bestattungsplatz mit Grabhügeln vorgeschichtlicher Zeitstellung mit Bestattungen der Hallstattzeit. | D-6-5826-0022 |      |
| Oerlenbach (Standort) | Siedlung der Linearbandkeramik.                                                                     | D-6-5826-0023 |      |
| Oerlenbach (Standort) | Siedlung des älteren Neolithikums, der Urnenfelderzeit und der Hallstattzeit.                       | D-6-5826-0045 |      |
| Oerlenbach (Standort) | Fundamente einer abgegangenen frühneuzeitlichen Kirche.                                             | D-6-5826-0085 |      |

### Gemarkung Rottershausen
| Lage                     | Objekt | Akten-Nr.     | Bild |
| ------------------------ | --- | ------------- | ---- |
| Rottershausen (Standort) | Siedlung der Linearbandkeramik.                                                                                    | D-6-5826-0031 |      |
| Rottershausen (Standort) | Bestattungsplatz mit verebneten Grabhügeln der Hallstattzeit.                                                      | D-6-5826-0032 |      |
| Rottershausen (Standort) | Bestattungsplatz mit verbenetem Grabhügel vorgeschichtlicher Zeitstellung.                                         | D-6-5826-0033 |      |
| Rottershausen (Standort) | Fundamente eines spätmittelalterlichen Vorgängerbaus der Katholischen Filialkirche St. Dionysius in Rottershausen. | D-6-5826-0092 |      |